# Scumbag System
Scumbag System (cinese semplificato: 穿书自救指南, pīnyīn: Chuān shū zìjiù zhǐnán, ita: Guida di sopravvivenza alla trasmigrazione nei romanzi) è un dònghuà in 3D del 2020 basato sul romanzo The Scum Villain's Self-Saving System dell'autrice Mò Xiāng Tóng Xiù. Il dònghuà è stato trasmesso da Tencent Video a partire dal 10 settembre 2020 ed è composto da 10 episodi.
È prevista una seconda stagione, nonostante il progetto fosse stato quasi cancellato a causa di problemi all’interno del team di produzione.

## Trama
Shěn Yuán (沈垣) muore poco dopo aver terminato di leggere i 6666 capitoli de Il fiero immortale cammino demoniaco, di cui conosce ogni dettaglio nonostante lo detesti. Alla sua morte, innesca accidentalmente un comando che fa trasmigrare la sua anima nel mondo del romanzo, nel corpo del cattivo originale, Shěn QīngQiū (沈清秋).
Al suo risveglio, viene accolto dal Sistema, che gli spiega che dovrà sistemare i buchi di trama di cui si è lamentato in vita. Shěn Yuán però ha anche un altro scopo: evitare il destino del personaggio di cui ha preso il posto e continuare a vivere in quel mondo. Il Sistema, tuttavia, non permette di agire troppo fuori dal personaggio, quindi “Shěn QīngQiū” dovrà trovare un modo per attenersi alla sua caratterizzazione originale e al contempo di stare dalla parte di Luò BīngHé (洛冰河) per ottenere un lieto fine per entrambi.

### Prima stagione (2020)
| Episodi | Titolo      | Trasmissione      |
| 1 | Episodio 1  | 10 settembre 2020 |
| Shěn Yuán muore poco dopo aver finito di leggere il romanzo Il fiero immortale cammino demoniaco. La sua anima viene trasmigrata all'interno della storia, nel corpo dell'antagonista. Qui scopre di dover riempire i buchi di trama senza però uscire dal personaggio, almeno finché non avrà raggiunto una quantità sufficiente di Punti B.                                                                    |             |                   |
| 2 | Episodio 2  | 10 settembre 2020 |
| Shěn Yuán, adesso Shěn QīngQiū, perde i primi Punti B dopo aver aiutato Luò BīngHé. Shěn QīngQiū, Luò BīngHé e alcuni discepoli si dirigono a Shuānghú per indagare in merito al ritrovamento dei cadaveri scorticati di alcune donne della città. |             |                   |
| 3 | Episodio 3  | 17 settembre 2020 |
| La missione viene conclusa con successo. Shěn Yuán sblocca un nuovo livello ed ora è libero di interpretare il personaggio come preferisce. Al termine della missione chiede a Yuè QīngYuán di potersi ritirare a meditare ed allenare nella grotta Língxī per tre anni, in preparazione della Conferenza dell'Alleanza Immortale. Prima di partire consegna a Luò BīngHé un nuovo manuale per l'allenamento.    |             |                   |
| 4 | Episodio 4  | 24 settembre 2020 |
| Shěn QīngQiū decide di salvare Liǔ QīngGē invece di ucciderlo come nella stesura originale, così da guadagnare un nuovo alleato. Quando lascia la grotta Língxī dopo tre anni, Shěn QīngQiū scopre che il Picco Qióng Dǐng è stato attaccato dai demoni. Entra in scena Shā HuāLíng. |             |                   |
| 5 | Episodio 5  | 1 ottobre 2020    |
| Per frenare l'invasione, Shěn QīngQiū e Shā HuāLíng concordano che le due parti si scontreranno in tre duelli. Luò BīngHé vince l'ultimo dei tre combattimenti, ma il suo avversario lo attacca a tradimento e Shěn QīngQiū si ferisce proteggendo il suo allievo. |             |                   |
| 6 | Episodio 6  | 8 ottobre 2020    |
| Liǔ QīngGē e alcuni discepoli del Picco Bǎi Zhàn intervengono e mettono in fuga i demoni. Shěn QīngQiū perde i sensi a causa del veleno demoniaco e si risveglia nelle proprie stanze. Mù QīngFāng riesce a trovare un modo per contrastare in parte il veleno demoniaco, ora non più mortale. Durante la notte, Shěn QīngQiū e Luò BīngHé si trovano intrappolati nel Regno dei Sogni, nei sogni di Luò BīngHé. |             |                   |
| 7 | Episodio 7  | 15 ottobre 2020   |
| All'interno del Regno dei Sogni, Luò BīngHé e Shěn QīngQiū assistono ad alcuni ricordi di Luò BīngHé, il ragazzo rimane molto turbato e attacca i sogni, nonostante questo danneggi anche lui. Finalmente si liberano, ma Mèng Mó trascina di nuovo entrambi nel suo regno per fare una proposta a Luò BīngHé.                                                                                                   |             |                   |
| 8 | Episodio 8  | 22 ottobre 2020   |
| Luò BīngHé accetta la proposta di Mèng Mó. In seguito all'avventura nel Regno dei Sogni, Luò BīngHé migliora sotto ogni aspetto e rafforza il proprio legame con Shěn QīngQiū. In seguito lascia il Picco Qīng Jìng e al suo ritorno si reca con gli altri discepoli e Shěn QīngQiū alla Conferenza dell'Alleanza Immortale                                                                                      |             |                   |
| 9 | Episodio 9  | 29 ottobre 2020   |
| I discepoli dei vari clan entrano nell'arena predisposta per la competizione della Conferenza dell'Alleanza Immortale. Tutto sembra procedere al meglio, ma all'improvviso dei mostri di un livello molto più alto di quelli previsti per la competizione compaiono nell'arena, uccidendo molti discepoli. I capi delle varie sette decidono di intervenire.                                                     |             |                   |
| 10 | Episodio 10 | 5 novembre 2020   |
| Mentre aspettano l'intervento dei maestri e dei discepoli più anziani, i discepoli continuano a combattere contro i mostri. Luò BīngHé, Liǔ MíngYān e Gōngyí Xiāo si distinguono dagli altri per le loro abilità. Finalmente Shěn QīngQiū riesce a raggiungere Luò BīngHé. Scena post-credit: Appare MòBěi-Jūn e Shěn QīngQiū spinge Luò BīngHé nell'Abisso Senza Fine                                           |             |                   |

## Colonna sonora
|    | Titolo                         | Testo                  | Musica   | Cantante        | Durata |
| -- | ------------------------------ | ---------------------- | -------- | --------------- | ------ |
| 1. | Words Unsaid (忘言歌)          | Wèi Jiàn Chāi Tóu Fèng | Zhào Xīn | Zhào Lěi (R1SE) | 03:34  |
| 2. | Retreat from Chūnshān (却春山) | Wèi Jiàn Chāi Tóu Fèng | Lǐ Hán   | Zhū ZǐRóng      | 04:51  |